# Mads Vibe-Hastrup
Mads Vibe-Hastrup (født 20. november 1978) er en dansk golfspiller. 

## Karriere
Mads Vibe-Hastrup begyndte at spille golf i 1989 og blev professionel i 1999. Han vandt i 2001 tre gange på Nordic League og havde syv top-ti placeringer på Challenge Tour. Dermed kvalificerede han sig til PGA European Tour, som han tilhørte, indtil han efter en miserabel 2005-sæson måtte tilbage til Challenge Tour 2006-sæsonen.
Han vendte allerede i 2007 tilbage til European Tour, og efter en delt andenplads i en turnering i Wales kom det store gennembrud i oktober samme år, da han vandt Open de Madrid med en præmiesum på €150.000 samt en ekstragevinst med at være sikret plads på European Tour de følgende to sæsoner. Med sejren blev Vibe-Hastrup den sjette dansker, der har vundet en turnering på European Tour.
Hans samlede præmieindtjening til og med oktober 2007 er på ca. €1.000.000.